# Věž prince Friedricha Augusta
Věž prince Friedricha Augusta (německy Prinz-Friedrich-August Turm, hornolužickosrbsky Wěža princa Bjedricha Awgusta) je rozhledna na vrchu Friedrich-August-Höhe (469 m) v hornolužické obci Sohland an der Spree v Sasku. Byla postavena roku 1900 a je 20 metrů vysoká.

## Historie
Stavba rozhledny a horské boudy začala roku 1900 z iniciativy Carla Arthura Zosela a Augusta Rösslera ze Sohlandu a Maxe Rengela z Wilthenu. Téhož roku byla dokončena a slavnostně otevřena. Stavba byla pojmenována po tehdejším saském korunním princi Friedrichu Augustovi (1865–1932). V roce 1929 koupila stavbu rodina Oswaldových, která v letech 1932 až 1934 horskou chatu přestavěla, rozšířila a nechala zastřešit rozhlednu. Po skončení druhé světové války byla chata přejmenována na Grenzbaude (Hraniční bouda). Od poloviny 50. let 20. století převzala vedení státní organizace, v důsledku čehož se často střídal personál, stavba chátrala a v roce 1960 byla rozhledna uzavřena. V letech 1992 až 1993 prošla rozhledna s restaurací celkovou rekonstrukcí a rozhledna byla znovu zpřístupněna veřejnosti.

## Popis
Rozhledna je stavebně spojena s budovou restaurace (Friedrich-August Baude) a společně jsou chráněny jako kulturní památka s číslem 09300881. Věž je vysoká 20 metrů, stojí na čtvercovém půsorysu a na vyhlídkovou plošinu vede 109 schodů. Původně končila výhledovou plošinou, od 30. let 20. století je zastřešena. Balkón s kovaným zábradlím nese iniciály F. A. Nad hlavním vchodem je umístěna doleritová pamětní tabule s nápisem Seiner Königlichen Hoheit, dem Prinzen Friedrich August, Herzog zu Sachsen, ehrerbietigst gewidmet von der Besitzern, 1900 (česky Jeho královské Výsosti, princi Friedrichu Augustovi, vévodovi saskému, s největší úctou věnováno majiteli, 1900). Chata s restaurací je postavena v heimatstilu.

## Turistika
K rozhledně vede několik turistických tras. Od česko-německé státní hranice je to žlutá trasa (pruh), od sohlandské hvězdárny vede červená trasa. Zelená dálková trasa vede do Budyšína a druhým směrem k vrchu Großer Picho (498 m), žlutá trasa (puntík) je okružní turistická stezka okolím Sohlandu. Rozhledna poskytuje výhled na českou i německou část Šluknovské pahorkatiny.

## Galerie

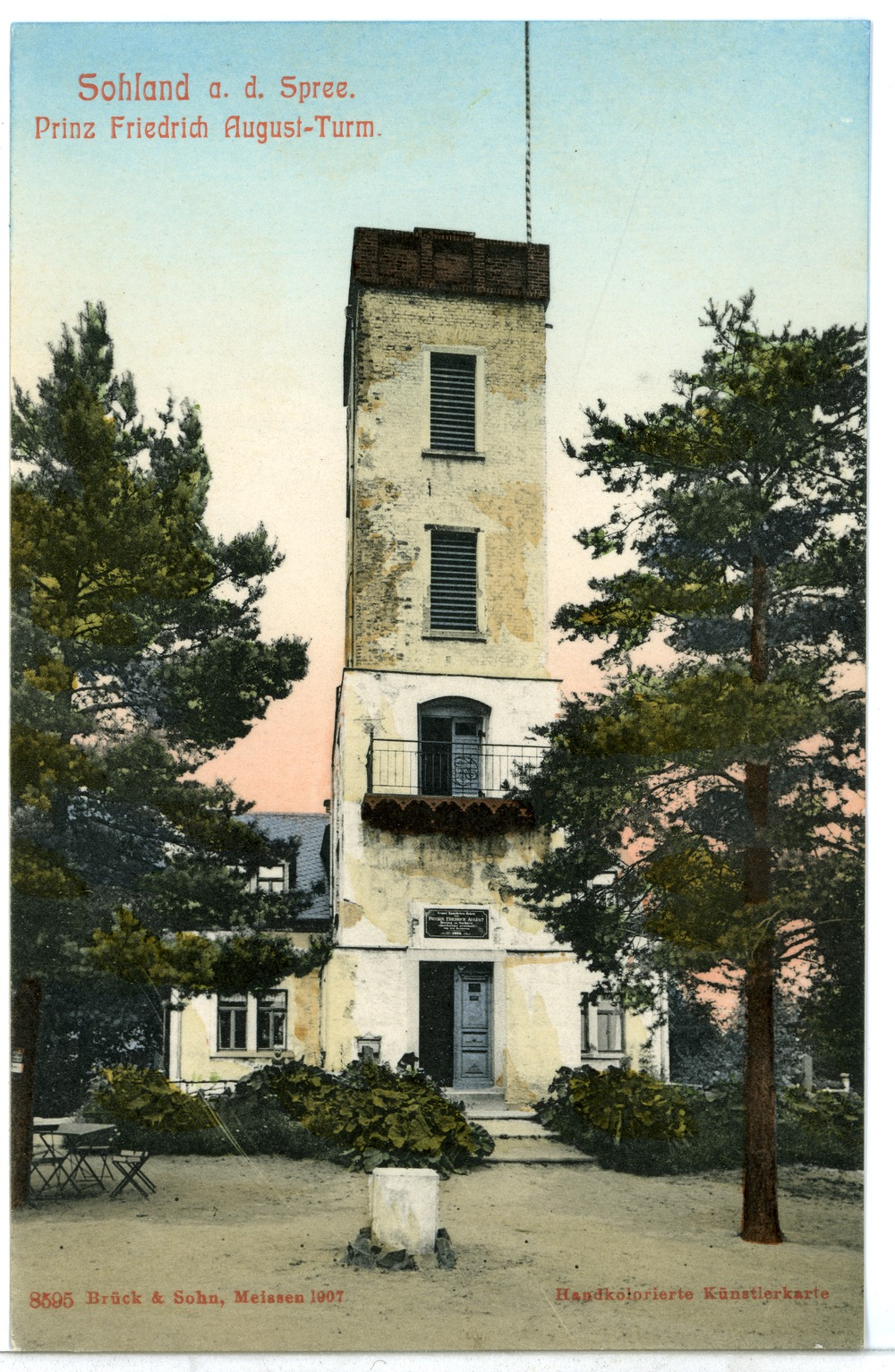
Rozhledna na pohlednici z roku 1907
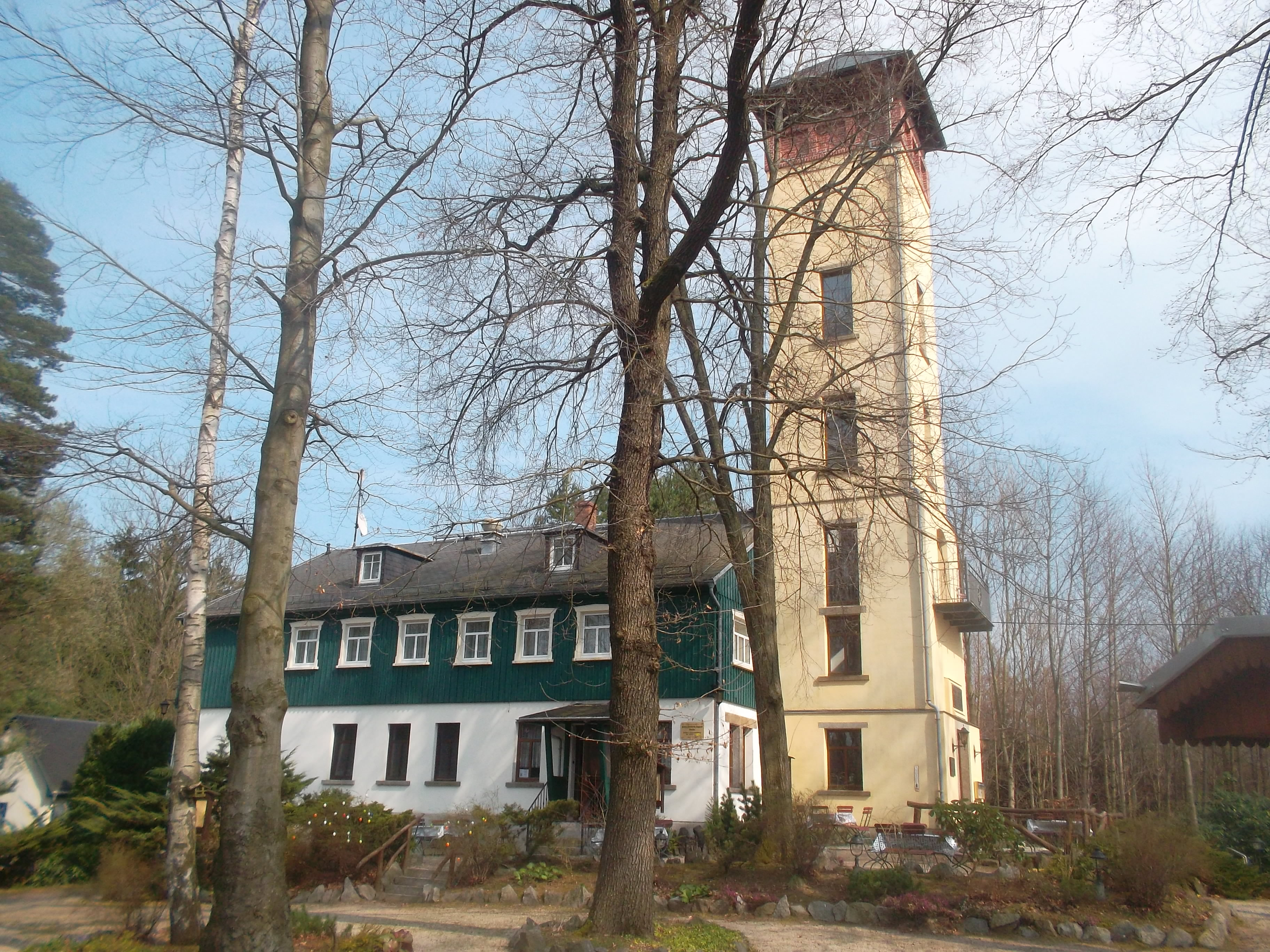
Rozhledna s horskou chatou